# 山本栄一郎
山本 栄一郎（やまもと えいいちろう、1902年（明治35年）3月8日 - 1979年（昭和54年）12月15日）は、日本のプロ野球選手。日本初のプロ野球球団である日本運動協会で主将を務め、後に東京巨人軍（現・読売ジャイアンツ）にも入団した。右投げ右打ちで、守備位置は投手を中心に捕手以外のほぼ全て。投法はサイドスローであった。
大の餅好きであったことから、チームメイトからは「バブさん」（バブは島根の方言で餅のこと）のあだ名で呼ばれた。

## 来歴・人物
島根県松江市出身。島根商業（現・島根県立松江商業高等学校）卒業後、神戸で働いていたが、1920年（大正9年）、早稲田大学野球部OBである加藤吉兵衛（後に山陽クラウンズの総監督）の紹介で日本運動協会の入団テストを受け合格。入団志願者の中でも特に技量が優れていたことから主将にも選ばれた。
協会ではチームのエース投手であり、1922年（大正11年）9月9日に行なわれた早稲田大学野球部との試合では、当時日本一の実力とも言われた早稲田を9回まで0点に抑えた。また打者としてもチームの中心であり、身長162cmと当時としても小柄な体格であったが、「遠心打法」と自称した打法でその体格に似合わない長打をよく放っており、打順は主に3番であった。
協会が宝塚に本拠地を移し「宝塚運動協会」となった1924年（大正13年）の9月、肩を痛めて満足な投球ができなくなったことから協会を退団。協会の大ファンであった6代目尾上菊五郎邸で居候をしつつ、尾上の野球チームで活動した。
翌1925年（大正14年）、満州へ渡り大連実業団に加わる。大連実業団では三塁・一塁を主に守り、不動の4番打者として1928年（昭和3年）の第2回都市対抗野球大会ではチームを優勝に導いた。しかしこの優勝の後、山本は大連実業団を辞めて京城（現・ソウル特別市）の鉄道チームへと移る。この理由については不明であるが、山本が残したスクラップ・ブックの中に「山本などの、かつてプロであった選手がアマチュアの大会である都市対抗に出場できるのはおかしいのではないか」という内容の記事の切り抜きがあったことから、自分がいるとチームの優勝にケチがつくと考えたためではないか、と推測されている。京城にも長くは留まらず、その後は臨時の助っ人として日本各地の実業団チームを転々とした。
1932年（昭和7年）、「薄汚れた和服の着流しで、バット1本ぶらさげただけ」の姿で埼玉県熊谷市に現れ、熊谷スター倶楽部という地元チームに助っ人として入団する。この時、あまりにみすぼらしい格好だったため初めは偽物扱いされたが、キャッチボールをしてみて本物だと認められたという。熊谷では結婚し子供も産まれるなど落ち着いた生活を送ったが、1934年（昭和9年）、来日する全米代表チームの相手として、社会人による全日本代表チームをかつて協会時代にコーチを務めたこともある市岡忠男が編成する、という話を聞いた山本はこれに志願し、二塁手としてメンバーに選ばれた。なお、この時、三原脩、苅田久徳、沢村栄治など山本以外の全日本メンバーは全員市岡に口説き落とされての参加であり、自ら志願したのは山本1人である。
その後、全日本メンバーを中心に作られた大日本東京野球倶楽部（1935年（昭和10年）に東京巨人軍へ改称）へそのまま入団。背番号は10。翌年、9番に変更。巨人軍では、選手としてのピークを過ぎていたこともあって代打・代走などでの出場が主だったが、チームの最年長として若い選手たちへアドバイスなどをよく行なっていた。また、沢村栄治が日本初のノーヒットノーランを達成した試合では、代打で登場し決勝打となるタイムリーヒットを放っている。また、1940年10月14日には出身地である松江で開催された阪急戦に9番レフトで出場している。
1942年（昭和17年）、現役を引退。引退後は巨人でスカウトを務めたほか、小泉吾郎に誘われ女子プロ野球のロマンス・ブルーバードや京浜ジャイアンツの監督も務めた。
1979年（昭和54年）12月15日に死去。77歳。死の寸前、しきりに「車を呼べ。成城の三原（脩）の家へ行くんだ」と言っていたという。

## 詳細情報

### 年度別打撃成績
| 年 度     | 球 団     | 試 合 | 打 席 | 打 数 | 得 点 | 安 打 | 二 塁 打 | 三 塁 打 | 本 塁 打 | 塁 打 | 打 点 | 盗 塁 | 盗 塁 死 | 犠 打 | 犠 飛 | 四 球 | 敬 遠 | 死 球 | 三 振 | 併 殺 打 | 打 率 | 出 塁 率 | 長 打 率 | O P S |
| --------- | --------- | ----- | ----- | ----- | ----- | ----- | -------- | -------- | -------- | ----- | ----- | ----- | -------- | ----- | ----- | ----- | ----- | ----- | ----- | -------- | ----- | -------- | -------- | ----- |
| 1936春夏  | 巨人      | 5     | 12    | 12    | 0     | 3     | 1        | 0        | 0        | 4     | 1     | 0     | --       | 0     | --    | 0     | --    | 0     | 1     | --       | .250  | .250     | .333     | .583  |
| 1936秋    | 巨人      | 19    | 38    | 35    | 4     | 7     | 1        | 0        | 0        | 8     | 7     | 1     | --       | 0     | --    | 3     | --    | 0     | 3     | --       | .200  | .263     | .229     | .492  |
| 1937春    | 巨人      | 21    | 27    | 24    | 4     | 4     | 0        | 1        | 0        | 6     | 3     | 0     | --       | 0     | --    | 3     | --    | 0     | 4     | --       | .167  | .259     | .250     | .509  |
| 1937秋    | 巨人      | 20    | 59    | 54    | 4     | 13    | 1        | 1        | 1        | 19    | 8     | 2     | --       | 1     | --    | 4     | --    | 0     | 4     | --       | .241  | .293     | .352     | .645  |
| 1938春    | 巨人      | 2     | 0     | 0     | 0     | 0     | 0        | 0        | 0        | 0     | 0     | 0     | --       | 0     | --    | 0     | --    | 0     | 0     | --       | ----  | ----     | ----     | ----  |
| 1938秋    | 巨人      | 6     | 2     | 2     | 3     | 1     | 0        | 0        | 0        | 1     | 0     | 0     | --       | 0     | --    | 0     | --    | 0     | 1     | --       | .500  | .500     | .500     | 1.000 |
| 1939      | 巨人      | 9     | 4     | 3     | 2     | 0     | 0        | 0        | 0        | 0     | 0     | 1     | --       | 0     | 0     | 1     | --    | 0     | 0     | --       | .000  | .250     | .000     | .250  |
| 1940      | 巨人      | 7     | 5     | 3     | 0     | 0     | 0        | 0        | 0        | 0     | 0     | 1     | --       | 0     | 0     | 2     | --    | 0     | 1     | --       | .000  | .400     | .000     | .400  |
| 1941      | 巨人      | 2     | 2     | 1     | 1     | 0     | 0        | 0        | 0        | 0     | 0     | 0     | --       | 0     | --    | 1     | --    | 0     | 0     | --       | .000  | .500     | .000     | .500  |
| 1942      | 巨人      | 1     | 0     | 0     | 0     | 0     | 0        | 0        | 0        | 0     | 0     | 0     | 0        | 0     | --    | 0     | --    | 0     | 0     | --       | ----  | ----     | ----     | ----  |
| 通算：7年 | 通算：7年 | 92    | 149   | 134   | 18    | 28    | 3        | 2        | 1        | 38    | 19    | 5     | 0        | 1     | 0     | 14    | --    | 0     | 14    | --       | .209  | .284     | .284     | .567  |

### 背番号
- 10 （1935年）
- 9 （1936年 - 1942年）